# Bartolomé Calatayud
Bartolomé Calatuyud (Majorca, 1882 - aldaar, 1973) was een Spaans componist.
Calatuyud studeerde harmonieleer en vormleer. Hierbij werd hij bijgestaan door, onder andere, musicologen en componisten Antonio Mestres en Francisco Tárrega.
Hij gaf concerten in Spanje, Frankrijk, Zwitserland, Portugal en Algerije. Ook toerde hij door Zuid-Amerika met Spaanse koor- en dansgroepen. Veel van zijn stukken zijn gebaseerd op populaire Catalaanse/Mallorcaanse volksmuziek.
Calatayud componeerde vooral lofzangen, zoals Estampa Gitana voor la Señora Dña Francisca Sastre de Vidal. In zijn laatste jaren onderwees hij studenten op zijn geboorte-eiland Majorca. Aldaar overleed hij op 91e leeftijd.
- Biblioteca Nacional de España: XX1039277
- Bibliothèque nationale de France: cb138920756 (data)
- Gemeinsame Normdatei: 1057250236
- International Standard Name Identifier: 0000 0000 7777 9391
- Library of Congress Control Number: no95059647
- Nationale Bibliotheek van Letland: 000293869
- MusicBrainz: c5deedc9-5c79-4399-a3bd-b54470f5789b
- Nederlandse Thesaurus van Auteursnamen: 151557373
- Virtual International Authority File: 32182705
- WorldCat: E39PBJjXgYdFR9HfrWFyXRw6Kd